# Tim Daisy

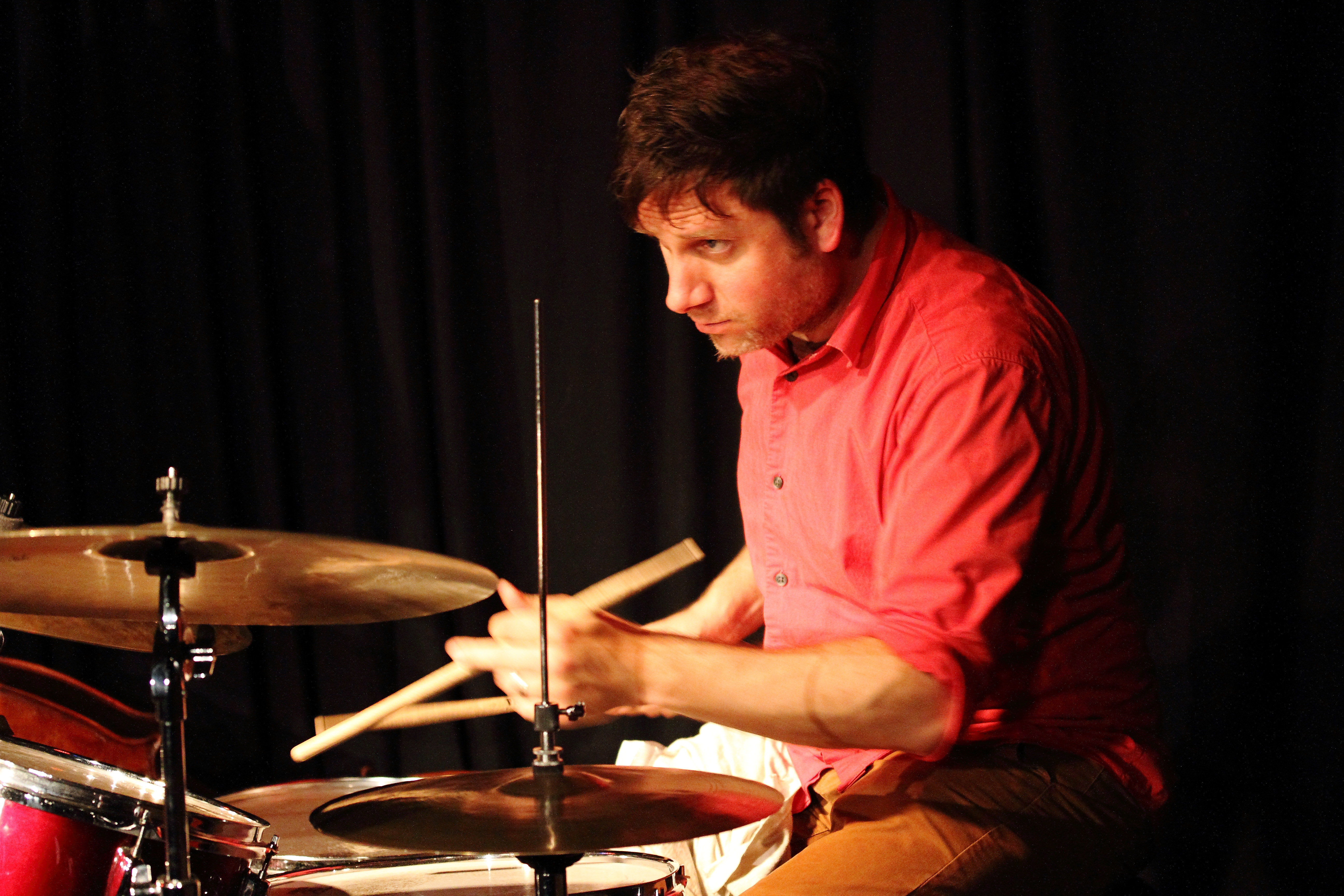
Tim Daisy im club W71, 2016

Tim Daisy (* 15. Juli 1976 in Waukegan, Illinois) ist ein US-amerikanischer Jazz- und Improvisationsmusiker (Schlagzeug, Perkussion, Vibraphon) und Komponist.

## Leben
Daisy arbeitet seit 1997 in der Musikszene von Chicago, u. a. als Solist, Mitglied von Kammermusik- und Jazz-Ensembles sowie für Tanz-, Theater- und Film-Produktionen. Seit 2001 gehörte er zum Quintett von Ken Vandermark; auch spielte er u. a. mit  Joe McPhee, John Tchicai, Fred Lonberg-Holm, James Falzone, Steve Swell, Jeb Bishop, Fred Anderson, Aram Shelton, Mark Tokar, Matt Piet und Dave Rempis, mit dem er 2005 das Duoalbum Back to the Circle (Okka Disc) veröffentlichte. Des Weiteren war er Mitglied im Rempis Percussion Quartet (Sud des alpes, 2021). Mit Frank Rosaly nahm er 2005 das Duoalbum Boombox Babylon (Utech) auf. 2013 erschien das Album  A Fine Day in Berlin, mit Clayton Thomas (Bass) und Håvard Wiik (Piano), 2016 das Album On the A and on the B im Duo mit Per Åke Holmlander, 2017 Red Nation “1” (Relay Recordings) und Tim Daisy’s Celebration Sextet: The Halfway There Suite (Relay Recordings).
Für seine Tätigkeit als Komponist erhielt er 2011 den New Music America Composers Assistance Award sowie den ASCAP Plus Award der American Society of Composers, Authors and Publishers. Im Bereich des Jazz wirkte Daisy zwischen 2001 und 2017 bei 84 Aufnahmesessions mit.

## Diskographische Hinweise
- October Music Vol. 1 - 7 Compositions for Duet (Relay, 2014, mit Dave Rempis, James Falzone, Katherine Young, Marc Riordan, Jason Adasiewicz, Josh Berman, Jen Clare Paulson)
- October Music Vol. 2 - 7 Compositions for Duet (Relay, 2016, mit Andrew Clinkman, Mars Williams, Fred Lonberg-Holm, Ryan Packard, Russ Johnson, Aaron Zarzutzki, Clark Sommers)
- Darren Johnston & Tim Daisy: Crossing Belmont (Relay Digital, 2017)
- October Music - Vol 3 - 7 Compositions For Duet (Relay, 2017, mit Paul Giallorenzo, Macie Stewart, Nick Mazzarella, Lia Kohl, Steve Marquette, Matthew Lux, Angel Bat Dawid)
- Dave Rempis, Elisabeth Harnik, Fred Lonberg-Holm, Tim Daisy: Earscratcher (2023)
- Sebastian Strinning / Tim Daisy: Castle and Sun (2023)
- Kyle Bruckmann, Tim Daisy, Phillip Greenlief, Lisa Mezzacappa: Semaphore (2023)